# Мамеч
Мамеч (укр. Мамеч) — село на Украине, находится в Овручском районе Житомирской области.
Код КОАТУУ — 1824281305. Население по переписи 2001 года составляет 74 человека. Почтовый индекс — 11117. Телефонный код — 4148. Занимает площадь 0,36 км².

## Адрес местного совета
11117, Житомирская область, Овручский р-н, с.Великая Черниговка